# Pan - Viaggio sull'isola che non c'è
Pan - Viaggio sull'isola che non c'è (Pan) è un film del 2015 diretto da Joe Wright, rivisitazione del classico Peter Pan di J. M. Barrie che porta sul grande schermo una origine alternativa della leggenda del bambino che non vuole crescere. Nel cast figurano Hugh Jackman, Garrett Hedlund, Rooney Mara, Amanda Seyfried e il giovane Levi Miller nel ruolo di Peter Pan.

## Trama
Peter, un giovane orfano cresciuto fin dalla tenera età in un orfanotrofio inglese, nel pieno della seconda guerra mondiale, trascorre in questo luogo momenti molto difficili, avendo come unico sostegno il giovane amico Pennino. Nell'orfanotrofio, però, sempre di notte, accadono misteriose scomparse dei ragazzi dell'Istituto. Peter, grazie al suo migliore amico Pennino, si intrufola nell'ufficio della badessa e vi trova una lettera scritta da sua madre, che lo informa che ci sarà in un prossimo futuro un loro incontro in un altro mondo. In quella stessa notte, Peter assieme ad altri ragazzi rimasti nell'orfanotrofio, escluso Pennino, vengono rapiti da dei misteriosi individui su un vascello volante. I rapitori sono pirati, i quali sono in combutta con le stesse badanti dell'Istituto, le quali accettano questi rapimenti in cambio di ricchezze. I pirati trasportano sul loro vascello Peter e gli altri ragazzi sull'Isola che non c'è.
Qui fanno la conoscenza dell'artefice di tutto, il famigerato e spietato pirata Edward Teach, soprannominato "Barbanera", il quale riduce i bambini in schiavitù, all'interno di una miniera, come lavoratori per suo conto. Questi hanno il preciso compito di trovare il pixum (frammenti di polvere di fata) per Barbanera, la quale gli serve per mantenersi giovane in eterno. Le fate, infatti, sono state precedentemente sterminate da Barbanera e la sua ciurma. Durante la sua permanenza nelle miniere, Peter entra in contatto con un minatore misterioso e solitario, il cui nome si rivelerà essere James Uncino. Mentre Peter scava, trova un frammento di polvere di fata. Un altro minatore, però, approfitta di questa scoperta per farla sua e prendersi il merito. Questo creerà una reazione da parte di Peter, il quale non avendo nessuna prova del contrario, verrà da tutti incriminato come bugiardo e gettato da un precipizio da Barbanera stesso. Con stupore di tutti, Peter inizia a fluttuare a mezz'aria e cade a pochi metri da terra perdendo i sensi. Al suo risveglio si ritrova nella cabina di Barbanera, il quale sotto una veste apparentemente cordiale e calma, gli racconta della profezia secondo cui sarebbe stato sconfitto da un ragazzo che vola, riferendosi, in questo modo, proprio a lui.
Dopo questo breve incontro, Peter viene chiuso in cella, ma grazie all'aiuto di James Uncino e del bislacco supervisore Spugna, riesce ad evadere. Nonostante una colluttazione, tutti e tre riescono lo stesso ad andare nel bosco che non c'è. Uncino è desideroso di ritornare nell'altro mondo, mentre Peter vuole ritrovare la madre e crede che sia nel villaggio degli indigeni dato che, secondo quanto affermato da Barbanera, era la paladina delle fate. Con questa motivazione, Peter si mette alla ricerca del villaggio e durante il viaggio, sempre accompagnato da Uncino e Spugna, s'imbatte negli uccelli che non ci sono, ovvero giganteschi volatili carnivori i cui corpi sono costituiti soltanto da ossa e piume multicolore. Intervengono, però, gli indigeni capitanati da Giglio Tigrato, che li salvano ma, allo stesso tempo, li imprigionano perché temono che siano degli scagnozzi di Barbanera. Per questo motivo, decidono di testare il loro valore in una lotta libera tra Uncino ed il più forte del loro gruppo. Lo scontro viene però interrotto da Piccola Pantera, il capo del villaggio, il quale si accorge che Peter indossa un medaglione che riconosce essere proprio di sua madre.
Grazie a questa scoperta finalmente la lotta termina e Giglio Tigrato racconta a Peter degli eventi passati riguardanti sua madre. Si viene a sapere che in origine Mary, la madre di Peter, era la schiava di Barbanera, innamorato di lei. Ma Mary, di nascosto, riceveva visite da parte del principe delle fate ed entrambi erano profondamente innamorati. Un giorno, Barbanera li scoprì e per salvare Mary dalla sua furia, il principe prese sembianze umane e la portò nell'altro mondo, al prezzo però della propria vita. La sua forma umana, infatti, poteva vivere un giorno soltanto e sempre nello stesso giorno, prima di morire, il principe riuscì come ultimo atto a concepire Peter con Mary. La madre di Peter, troppo preoccupata per le sorti delle fate, continuamente minacciate da Barbanera, decise con grande dispiacere di lasciare il proprio pargolo davanti al portone d'ingresso dell'orfanotrofio, lasciandogli però la sua lettera ed il medaglione, sapendo che un giorno gli indigeni locali lo avrebbero riconosciuto come alleato proprio grazie ad esso. Le ultime parti della storia vedono la madre di Peter insieme alle fate, che non sono in realtà tutte morte e sono confinate in un luogo sicuro ed inviolabile, ma raggiungibile solo dal ragazzo volante.
I problemi iniziano, però, dal momento in cui l'inflessibilità e la severità del capo villaggio costringe Peter a volare. Deve saperlo fare entro tre giorni, ma se dovesse fallire, sarebbe stato giustiziato con Uncino e Spugna, perché considerati nemici. Nel frattempo, Barbanera rapisce Spugna, riuscendo ad estorcergli la via per il villaggio. A seguito di ciò, Barbanera una volta giunto al villaggio compie un vero genocidio dove si salvano solo Peter, Uncino e Giglio Tigrato. Poco prima di salvarsi, però, Peter viene a sapere da Barbanera che il finale della storia raccontatagli dagli indigeni è falsa, dato che questi volevano solo portare a compimento la profezia e non rispettare l'effettiva volontà del ragazzo. Difatti, la madre di Peter è morta da tempo, uccisa dallo stesso Barbanera.
Da questo punto in avanti, Peter viaggia alla ricerca di una nave volante per ritornare all'altro mondo con Uncino, imbattendosi nel lago delle sirene. È proprio qui che Peter fa anche la conoscenza di quest'ultime, le quali gli hanno salvato la vita da alcuni coccodrilli giganti. In quel lago poi, è possibile anche vedere eventi antecedenti riguardanti uno specifico individuo, in questo caso della madre di Peter. Qui, Peter scopre che sua madre era una grande guerriera ed era morta in battaglia. Quest'ultima, inoltre, aveva anche addestrato Giglio Tigrato. In quel frangente, Uncino riesce a trovare una nave abbandonata e malridotta, ma ancora funzionante, e decide di usarla per andarsene. Peter, però, seppur non credendo di essere il ragazzo della profezia, decide comunque di rimanere sull'Isola che non c'è e schierarsi dalla parte delle fate, lasciando solo Uncino ad andarsene.
Peter e Giglio Tigrato raggiungono il rifugio segreto delle fate, ma vengono raggiunti da Barbanera, il quale riesce ad infiltrarsi nel luogo inviolabile grazie al medaglione di Peter che fungeva da chiave. Barbanera entra con il suo galeone e a questo punto sembra averla vinta, ma Peter ritrova il coraggio e si rifiuta di assoggettarsi a lui, ritenendosi finalmente il prescelto della profezia. Allora Barbanera cerca di ucciderlo, ma in suo soccorso interviene Uncino e da questo punto inizia una lunga lotta tra le due fazioni. Uncino cade nel baratro e Peter corre in suo soccorso riuscendo a salvarlo e a volare. Nell'ultimo frangente, nel cuore dell'azione, intervengono le fate, le quali si liberano di tutti i pirati e mettono fuori uso la nave che si schianta sul nido fatato, precipitando nel vuoto con Barbanera a bordo. Alla fine della battaglia, a Peter viene concesso dalle fate di vedere lo spirito di sua madre, la quale lo incoraggia a restare sull'Isola che non c'è, a proteggere le fate e a divenirne il loro paladino.
Queste parole spronano Peter a dare il meglio per l'isola, per la gente dell'altro mondo, ma soprattutto, per i poveri orfanelli che preleva di notte. Li rapisce, però, per la loro libertà, portandoli con sé sull'isola assieme a Pennino. Infine, vediamo che Uncino e Giglio Tigrato sono i suoi più fedeli sostenitori. Pennino, ipoteticamente, si domanda se Uncino possa diventare un pirata, ma Peter nega, affermando che loro rimarranno per sempre amici, e Uncino concorda, domandandosi retoricamente che cosa potrebbe dividerli in futuro.

## Produzione
Il 12 dicembre 2013 la Warner Bros. dichiara che sarà Joe Wright a dirigere il film. Mentre nel gennaio successivo vengono presentati ufficialmente Hugh Jackman e Garrett Hedlund come co-protagonisti nel film, rispettivamente nei panni di Barbanera e James Uncino. A febbraio viene indetto un casting per selezionare l'attore che interpreterà il piccolo protagonista e nel marzo 2014 viene chiamato ufficialmente il giovane Levi Miller per interpretare il ruolo del magico bambino Peter Pan. Nell'estate 2014 vengono ufficializzati tutti i ruoli e le riprese hanno finalmente inizio nell'autunno successivo.
Il budget del film è stato di circa 150 milioni di dollari.

## Distribuzione
Il film doveva essere distribuito nelle sale cinematografiche italiane il 15 luglio 2015 e il 24 in quelle statunitensi, ma ad aprile la Warner Bros. sposta la data d'uscita americana al 9 ottobre. In Italia è uscito il 12 novembre.

## Accoglienza

### Incassi
Questo film è uno dei peggiori flop commerciali del 2015 per la Warner.
Negli Stati Uniti e in Canada, il film ha incassato 5,2 milioni di dollari il giorno del debutto. Nel fine settimana di apertura, il film ha incassato 15,3 milioni di dollari, al di sotto della proiezione di 20 milioni di dollari dello studio, ed è arrivato terzo al botteghino. Pan ha anche faticato a livello internazionale, incassando 20,4 milioni di dollari nel weekend di apertura da 54 mercati da oltre 11.000 schermi. Il 3D comprendeva l'85% dell'apertura lorda.
Alla fine ha incassato appena 35.088.320 dollari negli Stati Uniti e appena 93,3 milioni nel resto del mondo, per un totale mondiale di 128.388.320 dollari. Ha quindi causato una perdita di almeno 30 milioni di dollari.

### Critica
Su Rotten Tomatoes, il film ha un indice di gradimento del 27% basato su 202 recensioni e una valutazione media di 4,60/10. Il consenso critico del sito recita: "Pan trova alcune esplosioni di magia nel trattamento prequel dei personaggi classici, anche se non abbastanza per compensare la trama affrettata e l'azione stridula e alimentata dalla CGI". Su Metacritic, il film ha un punteggio di 36 su 100 basato su 35 critici, indicando "recensioni generalmente sfavorevoli".
A. O. Scott del New York Times ha definito le scene d'azione "oscure e caotiche" e ha affermato: "L'emozione dominante in Pan è la disperazione dei registi, che cercano freneticamente di assecondare un pubblico giovane che sembrano non rispettare, capire o fidarsi." Secondo Todd McCarthy di The Hollywood Reporter i personaggi principali mancavano di chimica e profondità, e che, ad eccezione di Pan di Levi Miller, "i personaggi non si comportano ragionevolmente con le proprie rappresentazioni preesistenti". Ha anche definito una buona parte del film "un inseguimento seriamente esteso che possiede dinamiche pesanti basate su CGI ma assolutamente nessuna suspense e un senso del divertimento molto limitato". Andrew Barker di Variety ha elogiato i risultati tecnici e le sequenze d'azione del film, ma l'ha trovato nel complesso deprimente.
In una recensione più positiva, Bill Zwecker del Chicago Sun-Times ha assegnato al film 3 stelle su 4, definendo Levi Miller "una scoperta cinematografica davvero meravigliosa" e aggiungendo che il film è "pieno zeppo di elettrizzanti sequenze d'azione, costumi vividi ed effetti speciali ben eseguiti".

## Riconoscimenti
- 2015/II - AACTA Awards
  - Candidatura per i migliori effetti speciali a Chas Jarrett, Daniel Barrow, Mark Holt, Marc Varisco, Alana Newell
- 2015 - Camerimage
  - Miglior lungometraggio in 3D a John Mathieson, Seamus McGarvey
- 2016 - Razzie Awards
  - Candidatura per la peggior attrice non protagonista a Rooney Mara
  - Candidatura per la peggior attrice non protagonista a Amanda Seyfried
- 2016 - Young Artist Award
  - Candidatura per miglior performance in un film leading giovane attore (11-13) a Levi Miller
- 2016 - Premio Giovani Entertainer
  - Candidatura per miglior leader film giovane attore a Levi Miller